# Tonco
Tonco là một đô thị ở tỉnh Asti vùng Piedmont thuộc Ý, nằm ở vị trí cách khoảng 40 km về phía đông của Torino và khoảng 13 km về phía bắc của Asti. Tại thời điểm ngày 31 tháng 12 năm 2004, đô thị này có dân số 895 người và diện tích là 11,8 km².
Tonco giáp các đô thị: Alfiano Natta, Calliano, Castell'Alfero, Corsione, Frinco, Montiglio Monferrato, Villa San Secondo và Villadeati.